# Heciul Nou
Heciul Nou è un comune della Moldavia situato nel distretto di Sîngerei di 2.760 abitanti al censimento del 2004

## Località
Il comune è formato dall'insieme delle seguenti località (popolazione 2004):
- Heciul Nou (2.167 abitanti)
- Trifăneşti (593 abitanti)